# Dolichophis jugularis
Espèce
Synonymes
- Coluber jugularis Linnaeus, 1758
- Zamenis viridiflavus var. asiana Boettger, 1880
- Coluber jugularis cypriacus Zinner, 1972

Statut de conservation UICN

 LC  : Préoccupation mineure
Dolichophis jugularis est une espèce de serpents de la famille des Colubridae.

## Répartition
Cette espèce se rencontre en Grèce (dans les îles de la mer Égée), dans le nord de l'Irak, dans le Nord de l'Iran, en Israël, en Jordanie, au Koweït, au Liban, à Chypre, en Syrie et en Turquie. Elle a été signalée, bien que ces observations n'aient pas été confirmées, en Albanie, en Bulgarie, en Hongrie, en Roumanie et en Yougoslavie.

## Description
Dolichophis jugularis mesure habituellement environ 150 cm mais peut atteindre parfois 250 cm.

## Liste des sous-espèces
Selon The Reptile Database (14 février 2014) :
- Dolichophis jugularis asianus (Boettger, 1880)
- Dolichophis jugularis jugularis (Linnaeus, 1758)
- Dolichophis jugularis cypriacus (Zinner, 1972) - Chypre[3]

## Étymologie
Le nom de cette espèce, jugularis, vient du latin jugulare, « égorger, étrangler », en référence à sa technique de chasse.

## Publications originales
- Boettger, 1880 : Die Reptilien und Amphibien von Syrien, Palaestina und Cypern. Bericht über Senckenbergische Naturforschende Gesellschaft, vol. 1880, p. 132-219 (texte intégral).
- Linnaeus, 1758 : Systema naturae per regna tria naturae, secundum classes, ordines, genera, species, cum characteribus, differentiis, synonymis, locis, ed. 10 (texte intégral).
- Zinner, 1972 : Systematics and evolution of the species group Coluber jugularis Linnaeus, 1758 - Coluber caspius Gmelin,  1789 (Reptilia, Serpentes). PhD thesis, Hebrew university, Jerusalem, p. 1-62 (texte intégral).